# Indigo (actrice)
Pour les articles homonymes, voir Indigo (homonymie) et Nichols.
Alyssa Ashley Nichols, plus connue sous le pseudonyme d’Indigo, est une actrice américaine, née le 25 juin 1984 à Los Angeles.

## Biographie
Elle a fait des apparitions dans de nombreuses séries télévisées et a tenu des rôles récurrents dans les séries Boston Public, Buffy contre les vampires et surtout Weeds avec son personnage de Vaneeta, rôle pour lequel elle est le plus connue.

## Filmographie
- 1996 : Sister, Sister (saison 3, épisode 19) : Agnes
- 1998 : La Vie à tout prix (saison 5, épisode 11) : Cherise Martin
- 2001 : New York Police Blues (saison 8, épisode 16) : Sylvia Dobkin
- 2002 : Preuve à l'appui (saison 1, épisode 21) : Keisha Morton
- 2002-2003 : Boston Public (6 épisodes) : Cheyenne Webb
- 2003 : Girlfriends (saison 3, épisode 12) : Red Beans
- 2003 : Buffy contre les vampires (8 épisodes dans la saison 7) : Rona
- 2003 : Shérifs à Los Angeles (saison 1, épisode 1) : Tisha Graves
- 2004 : La Vie avant tout (saison 5, épisode 8) : Mikela Johnson
- 2004 : Cold Case : Affaires classées (saison 2, épisode 1) : Tyra
- 2005 à 2007 : Weeds (24 épisodes) : Vaneeta
- 2006 : Les Experts (saison 7, épisode 4) : Cha Cha Romero
- 2007 : Journeyman (saison 1, épisode 9) : Emily
- 2011 : Memphis Beat (saison 2, épisode 7) : Devon
- 2011 : Burn Notice (saison 5, épisode 14) : Dolly
- 2011 : Apocalypse climatique : Chloe Aldrich
- 2011-2012 : Treme (6 épisodes) : Brigitte Baron
- 2012 : Wes et Travis (Common Law) (12 épisodes) : Rozelle
- 2015 : Mississippi Grind de Anna Boden et Ryan Fleck : Dora
- 2015 : Bloodline (4 épisodes) : Gwen Girard
- 2017 : Underground (4 épisodes) : Bette
- 2017 : Shepherd : Naomi